# Herb Kazanowa
Herb Kazanowa – symbol miasta i gminy Kazanów.

## Wygląd i symbolika
Herb przedstawia na tarczy w polu czerwonym srebrną ceglaną bramę z trzema wieżami i otwartymi złotymi wrotami. Jest to nawiązanie do herbu Grzymała, którym posługiwali się założyciele Kazanowa, jak również do faktu posiadania przez miejscowość praw miejskich i roli kupców w jego rozwoju. Dziś uważa się jednak, że za historyczny herb miasta powinno się przyjąć herb Ostoja. 